# Kim Woodburn
Pour les articles homonymes, voir Woodburn.
 (juin 2021).
Si vous disposez d'ouvrages ou d'articles de référence ou si vous connaissez des sites web de qualité traitant du thème abordé ici, merci de compléter l'article en donnant les références utiles à sa vérifiabilité et en les liant à la section « Notes et références ».
Kim Woodburn (née Patricia Mary MacKenzie le 25 mars 1942 à Eastney (Hampshire, Angleterre) et morte le 16 juin 2025) est une experte du nettoyage et présentatrice de télévision britannique. 
Elle est surtout connue pour coprésenter le programme de télévision britannique (en) How Clean is Your House? (en). En 2007, elle joue dans la série canadienne Kim's Rude Awakenings.

## Biographie

### Jeunesse
Kim Woodburn était constamment battue par sa mère durant son enfance et négligée par son père, qui, plus tard à l'adolescence, tente de l’importuner. 
Après s'être enfuie de chez elle, en passant d'un emploi à l'autre, elle est enceinte des œuvres de son petit ami d'alors qui prend la fuite.
En février 1966, elle donne naissance quatre mois prématurément à un garçon mort-né. Terrifiée par la honte d'être une mère célibataire, elle enterre le corps du bébé dans un parc à proximité. Après cela, elle change de nom pour tenter d'oublier son passé. .
Elle est aussi victime de violence domestique par son premier mari . 

### Carrière
Kim Woodburn a entrepris de nombreux emplois dans sa vie adulte. Elle a travaillé pendant un temps comme un travailleur social pour les jeunes filles adolescentes, en détail, et comme un modèle Littlewoods à Liverpool dans les années 1960. À la fin de 1983, elle fait sa première apparition à la télévision sur Pebble Mill at One, démontrant tricots. Il s'agissait de son apparition à la télévision que pour les 20 prochaines années, alors qu'elle travaillait comme femme de ménage au Royaume-Uni et États-Unis. Kim Woodburn a également été propriétaire d'un magasin de mode à Childwall (Liverpool) en février 1966.

#### Télévision
En 2002, Kim Woodburn auditionne pour Channel 4, tout en gagnant 1 000 £ par mois comme femme de ménage. 
Elle a été embauchée en tant que présentatrice du nouveau spectacle C'est du propre ! version britannique, qui a débuté en février 2003.
À l'âge de 61 ans, Kim Woodburn a été catapultée dans la célébrité, son spectacle devenu un succès instantané. 
Elle a également tourné une version de la série aux États-Unis.
En 2006, elle a écrit une autobiographie, Invaincue, qui détaille son enfance et a été la première fois qu'elle a révélé la mort à la naissance de son bébé prématuré. Cette révélation a conduit à une enquête policière, à laquelle elle a collaboré. 
En 2008, la sixième saison de (en) How Clean is Your House? (en). a été diffusée. Elle est également apparue dans Panto TV avec des co-star Aggie MacKenzie. 
En août 2009, elle  annoncé à Woodburn Now Magazine qu'elle ne serait pas de prendre une nouvelle série de How Clean is Your House ?. Channel 4 a annoncé peu après que le spectacle serait annulé. 
En novembre 2009, Kim Woodburn est devenu une concurrente sur le spectacle à succès d'ITV I'm a Celebrity... Get Me Out of Here ! 9. Elle terminera deuxième du jeu de télé-réalité.
Fin 2011 elle entre dans la maison de Big Brother 12 sur Channel 5 pour inspecter l'hygiène de la maison des derniers candidats en course pour la victoire.
Le 13 janvier 2017, soit le 11e jour, elle entre en tant que candidate dans Celebrity Big Brother 19. Elle y est en compétition face à James Cosmo, Jedward, Coleen Nolan, Jamie O'Hara, ou encore Heidi Montag et Spencer Pratt. Le 3 février 2017, soit le 32e jour, elle finit à la 3e place lors de la finale, derrière Jedward et Coleen Nolan.

### Vie privée
Kim Woodburn a plusieurs demi-frères et demi-frères nés de sa mère et de différents hommes. Sa mère mourut en 2000.
Kim Woodburn s'est mariée deux fois. Son premier mariage avec un policier s'est terminé par un divorce dans les années 1970. Elle fût mariée à Peter, également un ancien officier de police et de trois ans son cadet, jusqu'à sa mort. Elle possèdait deux propriétés, à Surrey, l'autre dans le Sussex.